# Heinersdorf (Berlino)
Heinersdorf è un quartiere di Berlino, appartenente al distretto di Pankow.
È talvolta chiamato Pankow-Heinersdorf.

## Storia
Già comune autonomo, venne annessa nel 1920 alla "Grande Berlino", venendo assegnata al distretto di Pankow.